# Axess Television
Axess TV är en svensk tv-kanal, som tillhör Axess Publishing AB, vilken i sin tur ägs av Nordstjernan Holding AB. Den stöds av Axel och Margaret Ax:son Johnsons stiftelse för allmännyttiga ändamål. Kanalen inledde provsändningar i maj 2006 och hade officiell lansering under hösten 2006. Kanalen sänder sju dagar i veckan och visar program som berör samhällsfrågor, kultur och vetenskap.

## Historik
Hösten 2005 utlystes nya tillstånd för marksänd digital-tv i Sverige. Axel och Margaret Ax:son Johnsons stiftelse för allmännyttiga ändamål fanns bland de sökande för ett fri-tv-tillstånd. Kanalen fanns bland de tio prioriterade när Radio- och TV-verket meddelade sina rekommendationer i november. I februari 2006 gavs kanalen Axess Television tillstånd att dela ett kanalutrymme med Aftonbladet. Aftonbladet TV skulle sända på vardagar och Axess på helger.
Vid midnatt lördagen den 27 maj 2006 öppnade kanalen med provsändningar. Den första helgen innehöll bland annat operan Karmelitersystrarna, den brittiska komediserien Javisst, herr minister, första delen av 1900-talets totalitära ideologier med Kay Glans, dokumentären Kvinnor på gränsen till väst av Dilsa Demirbag Sten samt vädersändningar.
I maj meddelades bland annat att Åke Ortmark skulle leda ett intervjuprogram och Niklas Ekdal ett samhällsprogram. I september 2006 blev Staffan Heimerson producent och Lennart Persson, som tidigare som lett Debatt i Sveriges Television, ny programledare. 
Kanalen sände först enbart på lördagar och söndagar. Efter den 15 augusti 2007 sänder kanalen emellertid sju dagar i veckan i ComHem. Först från 1 april 2008 började Axess TV sända dygnet runt i det digitala marknätet efter att blivit tilldelad ett nytt avtal. 
Karl Olov Larsson är sedan starten ansvarig för Axess TV. Olof Dahlberg har sedan 2008 fungerat som inköpare av i huvudsak utländska program för kanalen.
Den 20 januari 2010 började Axess TV sändas okodat i Com Hems digitala utbud. Den 1 februari 2010 blev Axess TV en betalkanal hos Boxer i samband med att kanalen gick över från MPEG-2 till MPEG-4. De som såg kanalen via Com Hem berördes inte av förändringen. Sedan mars 2011 finns Axess TV även hos Telia.
Den 17 februari 2020 blev Axess TV en betalkanal hos Com Hem, vilket betyder att kanalen inte längre ingår i det fria grundutbudet.

## Distribution
Axess TV har distributionsavtal med Boxer och Com Hems digitala kabel-tv-nät samt Telia.